# Ectropis superuncina
Ectropis superuncina är en fjärilsart som beskrevs av Claude Herbulot 1972. Ectropis superuncina ingår i släktet Ectropis och familjen mätare. Inga underarter finns listade i Catalogue of Life.